# Антрацит (холдинг)
ДКХ «Антрацит». Включає 4 шахти, які видобувають антрацит. Загальний фактичний видобуток 495 520 т (2003).
Адреса: 94613, вул. Ростовська, 38, м. Антрацит, Луганської обл.

## Підприємства
- ДВАТ «Шахта 50 років Радянської України»
- ДВАТ «Шахта «Партизанська»
- ДВАТ «Шахта «Крепінська»
- ДВАТ «Шахта «Комсомольська»